# Israel Broadcasting Authority

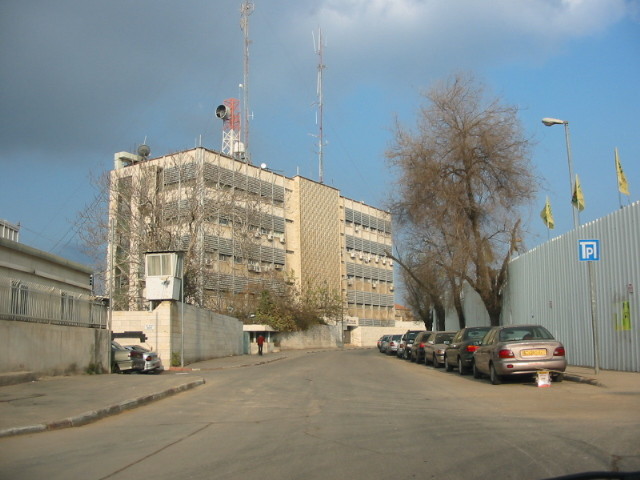
Het hoofdkantoor in Jeruzalem

De Israel Broadcasting Authority of IBA (Hebreeuws:רשות השידור, Resjoet haSjidoer) was de publieke Israëlische publieke omroep voor televisie en radio. In 1965 nam de Knesset het besluit om deze op te richten. In mei 2017 werd de IBA opgeheven en vervangen door de Israëlische Publieke Omroep, in het Hebreeuws ook officieel "Kan" geheten.
De IBA is voortgekomen uit Kol Israel, een radio-omroep die sinds 1948 uitzond. Tegenwoordig is Kol Israel de radio-afdeling van de IBA.
Televisie-uitzendingen begonnen in 1968. Tussen de pioniers van de Israëlische tv waren de nieuwslezer Chaim Yavin en de Nederlands-Israëlische regisseur Ralph Inbar. In 1968 hielp Inbar bij de oprichting van de IBA, indertijd de eerste en lange tijd enige televisiezender van dit land.
In Europa is de organisatie bekend vanwege het feit dat zij het Eurovisiesongfestival mocht uitzenden. In 1973 werd Israël namelijk het eerste niet-Europese land dat eraan mocht deelnemen.

## Reorganisatie
De Israëlische regering nam in 2014 een wet aan om wegens bezuinigingen de IBA in haar huidige vorm op te heffen en een nieuwe omroep op te richten, die Israel Broadcasting Corporation (IBC, Hebreeuwse naam: Ta'agied HaSjidoer HaIsraeli) zou gaan heten. Door de reorganisatie die rond 2016 zou plaatsvinden zouden 2.000 werknemers ontslagen worden, die dan opnieuw zouden moeten solliciteren. Bij de nieuwe organisatie komen slechts 800 werknemers te werken. De in Israël sinds 1965 verplichte omroepbijdrage werd met terugwerkende kracht vanaf januari 2015 afgeschaft. Van 14 mei 2015 tot begin september 2015 was Ofir Akunis als minister zonder portefeuille verantwoordelijk voor de IBA.

#### Einde Engelstalig nieuws op de Israëlische televisie
Door de reorganisatie werden op 1 oktober 2015 vijf van de zeven journalisten van het Engelstalige televisienieuws IBA news ontslagen. De IBA begon in 1990 met Engelstalige nieuwsuitzendingen op de Israëlische televisie. Sinds 10 oktober 2015 werd het niet meer dagelijks uitgezonden. Wel was er tot en met december 2015 nog wekelijks een Engelstalige nieuwsuitzending. Het bleef onzeker of het Engelstalige televisienieuws op IBA zou blijven bestaan en of het terug zou komen bij de Israel Broadcasting Corporation. IBA zond van januari 2016 tot half mei weer vijf keer per week een Engelstalig nieuwsprogramma uit, maar dit programma is geschrapt bij de Israëli Public Broadcasting Corporation (IPBC), ook Kan geheten (betekenis: "hier"). Wel zijn er radioprogramma's in het Engels. IPBC is volgens plan op 15 mei 2017 met haar uitzendingen op radio, televisie en internet begonnen.

## Opheffing
Op 9 mei 2017 werd onverwacht bekendgemaakt dat de IBA op 14 mei 2017 het loodje zou leggen. De laatste uitzending van het in 1968 voor het eerst uitgezonden nieuwsprogramma "Mabat LaChadasjot" werd in een overwegend droevige stemming gepresenteerd door Michal Rabinovich in het bijzijn van een stuk of twintig medewerkers. Het besluit werd pas twee uur voor deze uitzending bekendgemaakt, tijdens een voorgaand nieuwsprogramma, waarna presentatrice Geula Even-Saär in tranen uitbarstte. Chaim Yavin, Mabat-presentator van het eerste uur tot 2008, vond het een idioot besluit van de regering en een misdaad. Journalist Jacob Achimeir had onder andere kritiek op het feit dat het zo'n korte tijd van tevoren aangekondigd was. Het programma werd beëindigd met het zingen van Hatikwa, het Israëlische volkslied.
David Hahn van het Israëlische Ministerie van Justitie zei 9 mei in de Knesset dat Channel 1 op woensdag 10 mei 2017 haar Tv-uitzendingen zou stoppen. De radiozender Resjet Bet zond vanaf 10 mei alleen muziek en om het uur een nieuwsuitzending uit. De andere radioprogramma's werden geschrapt. Op 15 mei 2017 startte de nieuwe Israëlische radio- en televisieomroep IPBC met de merknaam "Kan" (het Hebreeuwse woord voor "Hier", uitspraak: "kaan") met haar uitzendingen.
Premier Benjamin Netanyahu vertelde in een reactie op het gebeuren, dat hij het nieuws dat Channel 1 zou stoppen met uitzenden van Mabat zelf hoorde en hij het besluit daarvoor niet had genomen er niet van tevoren over geïnformeerd was. Hij vond het abrupte einde van de uitzendingen van weinig respect voor de medewerkers van omroep getuigen en dat dat respectvoller had moeten gebeuren. Hoewel hij in 2014 wel hiervoor gestemd had, heeft hij er later voor gepleit om het oude stelsel toch te behouden en hij heeft hierom zelfs met nieuwe verkiezingen gedreigd. Minister van Financiën Moshe Kachlon bleef echter voorstander van een verandering van het Israëlische omroepstelsel.
Donderdag 11 mei 2017 zijn ongeveer vijfhonderd voormalige medewerkers van de IBA voor de nieuwe omroep IPBC aan het werk gegaan. Een paar uur na afloop van de finale van het Eurovisiesongfestival op zaterdag 13 mei 2017, die overigens gewonnen werd door Salvador Sobral voor Portugal, stopte Channel 1 haar televisie-uitzendingen, nadat de hoogtepunten uit haar 49 jaar werden getoond.
Even-Saär, Rabinovich en Achimeïr konden, net als veel andere toenmalige presentatoren, voor Kan aan het werk blijven als presentatoren van nieuwsprogramma's.